# 辻元宏武
辻元 宏武（つじもと ひろむ、1988年8月14日 - ）は、日本の俳優。京都府京都市出身。ビックワンウエスト元所属。

## 人物
身長175cm、特技は、歌唱、法律、野草毒見、パラパラ。趣味はバイク、歌唱、三国志、歴史、宗学。
この他、投扇興の會も主宰している。

## 出演

### 映画
- 無限の住人
- 超高速!参勤交代 リターンズ
- 本能寺ホテル

### ドラマ
- 科捜研の女
- 立花登青春手控え
- ちかえもん
- 伝七捕物帳

### 教育番組
- 歴史に秘めた恋物語
- 歴史秘話ヒストリア

### バラエティ番組
- ぽかぽか 「名人vsぽかぽか 投扇興バトル」（2025年5月30日、フジテレビ）[3]

### CM
- ヴィアインホテル
- タカスダイナ鷲ヶ岳スキー場
- 伊右衛門

### イベント
- 京都・平安神宮時代祭館十二十二おもてなし隊 - 織田信長役、坂本龍馬役
- 京都・かっぱ酒造おもてなし武将 - 真田幸村役